# Белвью (Небраска)
Белвью, Белвю (англ. Bellevue) — город, расположенный в округе Сарпи (штат Небраска, США) с населением в 50 137 человек по статистическим данным переписи 2010 года. Название происходит от французских слов, означающих «прекрасный вид». Белвью был основан в 1830 году и являлся первой столицей штата.

## География
По данным Бюро переписи населения США город Белвью имеет общую площадь в 34,7 квадратных километров, из которых 34,4 кв. километров занимает земля и 0,3 кв. километров — вода. Площадь водных ресурсов города составляет 0,75 % от всей его площади. Город расположен в 12 км к югу от Омахи на берегу реки Миссури.
Город Белвью расположен на высоте 315 метров над уровнем моря.

## Демография

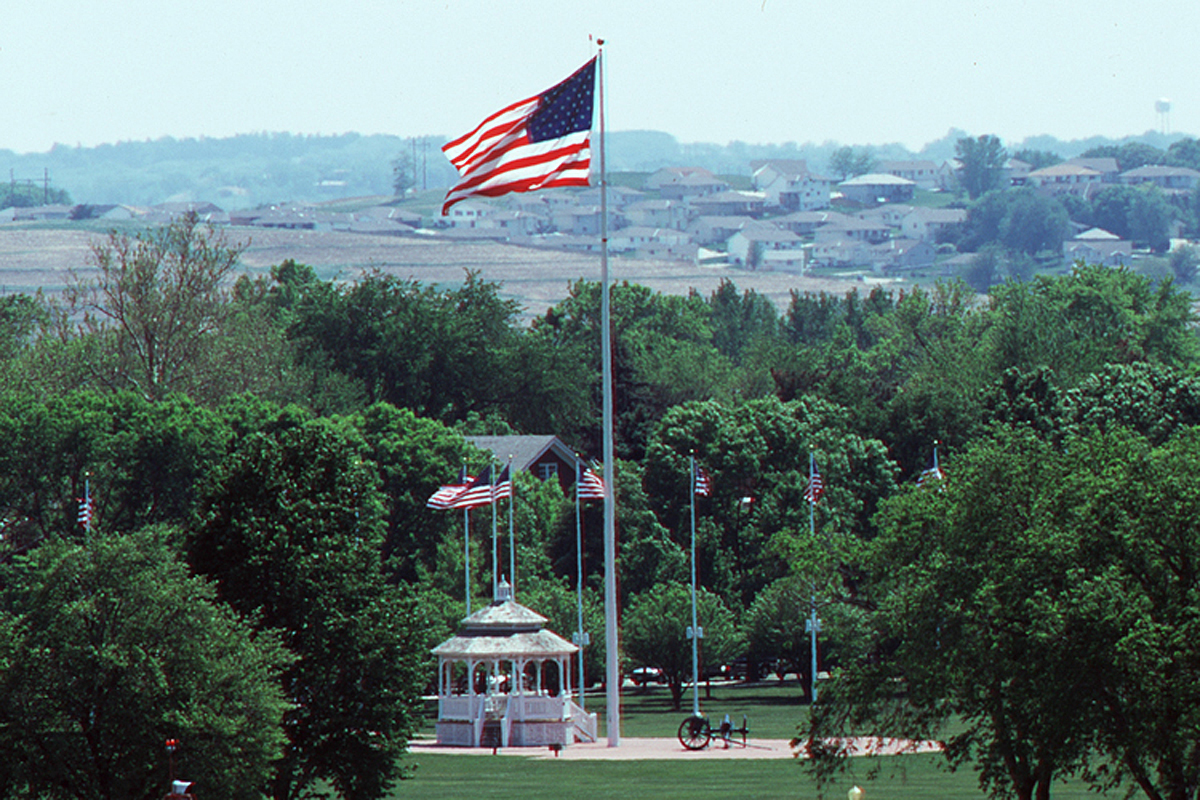
База ВВС в Белвью, город виден на заднем плане

| Год переписи | Нас.  |  | %±     |
| ------------ | ----- |  | ------ |
| 1900         | 527   |  | —      |
| 1910         | 596   |  | 13,1%  |
| 1920         | 695   |  | 16,6%  |
| 1930         | 1017  |  | 46,3%  |
| 1940         | 1184  |  | 16,4%  |
| 1950         | 3858  |  | 225,8% |
| 1960         | 8831  |  | 128,9% |
| 1970         | 21953 |  | 148,6% |
| 1980         | 21813 |  | −0,6%  |
| 1990         | 39240 |  | 79,9%  |
| 2000         | 44382 |  | 13,1%  |
| 2010         | 50137 |  | 13%    |

По данным переписи населения 2000 года в Белвью проживало 44 382 человек, 11 940 семей, насчитывалось 16 937 домашних хозяйств и 17 439 жилых домов. Средняя плотность населения составляла около 1292 человек на один квадратный километр. Расовый состав Белвью по данным переписи распределился следующим образом: 85,83 % белых, 6,13 % — чёрных или афроамериканцев, 0,50 % — коренных американцев, 2,11 % — азиатов, 0,11 % — выходцев с тихоокеанских островов, 2,54 % — представителей смешанных рас, 2,78 % — других народностей. Испаноговорящие составили 5,88 % от всех жителей города.
Из 16 937 домашних хозяйств в 35,5 % — воспитывали детей в возрасте до 18 лет, 55,4 % представляли собой совместно проживающие супружеские пары, в 11,3 % семей женщины проживали без мужей, 29,5 % не имели семей. 23,2 % от общего числа семей на момент переписи жили самостоятельно, при этом 6,6 % составили одинокие пожилые люди в возрасте 65 лет и старше. Средний размер домашнего хозяйства составил 2,61 человек, а средний размер семьи — 3,09 человек.
Население города по возрастному диапазону по данным переписи 2000 года распределилось следующим образом: 27,4 % — жители младше 18 лет, 10,2 % — между 18 и 24 годами, 31,0 % — от 25 до 44 лет, 21,8 % — от 45 до 64 лет и 9,6 % — в возрасте 65 лет и старше. Средний возраст жителей составил 34 года. На каждые 100 женщин в Белвью приходилось 98,3 мужчин, при этом на каждые сто женщин 18 лет и старше приходилось 95,6 мужчин также старше 18 лет.
Средний доход на одно домашнее хозяйство в городе составил 47 201 доллар США, а средний доход на одну семью — 54 422 доллара. При этом мужчины имели средний доход в 33 819 долларов США в год против 25 783 доллара среднегодового дохода у женщин. Доход на душу населения в городе составил 20 903 доллара в год. 4,1 % от всего числа семей в округе и 5,9 % от всей численности населения находилось на момент переписи населения за чертой бедности, при этом 7,9 % из них были моложе 18 лет и 3,8 % — в возрасте 65 лет и старше.